# Notizie straordinarie da un altro pianeta
 Notizie straordinarie da un altro pianeta  è un racconto breve scritto in forma di fiaba nel 1915 da Hermann Hesse.
Con lo stesso titolo originale del racconto, Märchen che significa fiabe, nel 1919 pubblicò una raccolta di 7 racconti brevi, che contiene oltre al racconto omonimo del titolo, anche Augustus e Sequenza di sogni (Eine Traumfolge).

## Trama
Una serie di catastrofi naturali devasta la regione periferica di un grande reame facendo una strage. La dolorosa composizione dei cadaveri è ancor più triste perché non ci sono più fiori per onorare i morti. Un giovane affronta il lungo viaggio verso la reggia per chiedere al Re un degno approvvigionamento floreale; quando il ragazzo tornerà avendo portato a termine la missione, capirà anche di aver vissuto esperienze al di fuori del comprensibile. Il confronto col vecchio saggio solo in parte gli darà la possibilità di interpretare le sue esperienze.

## Edizione italiana
- Notizie straordinarie da un altro pianeta (contiene anche: Augustus, Sequenza di sogni), Prefazione di Gianni Bertocchini, trad. di Nada Carli, Collana Piccola Biblioteca Universale n.3, Pordenone, Edizioni Studio Tesi, 1993, ISBN 88-7692-409-4.